# بيت تشايلدز
بيت تشايلدز (بالإنجليزية: Pete Childs)‏ هو لاعب كرة قاعدة أمريكي، ولد في 15 نوفمبر 1871 في فيلادلفيا في الولايات المتحدة، وتوفي بنفس المكان في 15 فبراير 1922.

## وصلات خارجية
- بيت تشايلدز على موقعبيزبول رفرنس.كوم (الدوري الرئيسي) (الإنجليزية)
- بيت تشايلدز على موقعبيزبول رفرنس.كوم (الدوري الثانوي) (الإنجليزية)